# Elvasia macrostipularis
Elvasia macrostipularis là một loài thực vật có hoa trong họ Ochnaceae. Loài này được Sastre & Lescure mô tả khoa học đầu tiên năm 1978.